# Pablo Vera Nieto
Pablo Vera Nieto, född 19 december 1945 i Chile, är en svensk skådespelare.

## Filmografi (urval)
- 1995 – En på miljonen
- 2000 – Bastarderna i Paradiset
- 2005 – Aldrig en absolution